# 樊世
樊世（？—358年），十六国时代氐族豪酋，前秦大臣。
他辅佐苻健定关中有功，拜特进，封姑臧侯。王猛日益受到苻坚任用，前秦王室亲属及功臣对他都十分厌恶。樊世对王猛说：“我们耕种，你坐享其成吗？”王猛说：“不仅让你耕种，还要让你做成熟食！”樊世大怒说：“一定要把你的脑袋悬挂在长安城门上，不然，我就不活在人世！”王猛告诉了苻坚，苻坚说：“一定得杀掉这个老氐，群臣才能恭敬从命。”这时樊世进宫商讨事情，和王猛在苻坚面前争论起来，樊世想起身打王猛，苻坚大怒，杀死樊世。